# Суботино (Сафакулевський округ)
Субо́тино (рос. Субботино) — село у складі Сафакулевського округу Курганської області, Росія.
Населення — 456 осіб (2010, 579 у 2002).
Національний склад станом на 2002 рік:
- башкири — 83 %